# 佐伯敏男
佐伯 敏男（さえき としお、1902年（明治35年）9月1日 - 1963年（昭和38年）4月8日）は、日本の内務・厚生官僚。官選三重県知事。

## 経歴
東京府出身。佐伯頴雄の長男として生まれる。第一高等学校を卒業。1925年11月、高等試験行政科試験に合格。1926年、東京帝国大学法学部政治学科を卒業。内務省に入省し、東京府属となる。
以後、富山県経済部長、厚生省職業部課長、福井県総務部長、内務省監査官、厚生省勤労局動員部長、同勤労局長などを歴任。
1946年1月、三重県知事に就任。1947年3月、同県知事選挙に出馬のため知事を辞するが落選した。その後、配炭公団理事兼東海亜炭支団長、関西鉱燃社長を務めた。

## 著作
- 『労務配置論』商工行政社、1942年。